# Polonia en los Juegos Olímpicos de Moscú 1980
Polonia estuvo representada en los Juegos Olímpicos de Moscú 1980 por un total de 306 deportistas que compitieron en 21 deportes.  
El portador de la bandera en la ceremonia de apertura fue el luchador Czesław Kwieciński.

## Medallistas
El equipo olímpico polaco obtuvo las siguientes medallas:
| Nombre                                                                                          | Deporte            | Competición                |
| ----------------------------------------------------------------------------------------------- | ------------------ | -------------------------- |
| Oro                                                                                             |                    |                            |
| Bronisław Malinowski                                                                            | Atletismo          | 3000 m obstáculos M        |
| Władysław Kozakiewicz                                                                           | Atletismo          | Salto con pértiga M        |
| Jan Kowalczyk (Artemor)                                                                         | Hípica             | Saltos ind.                |
| Plata                                                                                           |                    |                            |
| Jacek Wszoła                                                                                    | Atletismo          | Salto de altura M          |
| Tadeusz Ślusarski                                                                               | Atletismo          | Salto con pértiga M        |
| Leszek Dunecki Zenon Licznerski Marian Woronin Krzysztof Zwoliński                              | Atletismo          | 4 × 100 m M                |
| Urszula Kielan                                                                                  | Atletismo          | Salto de altura F          |
| Paweł Skrzecz                                                                                   | Boxeo              | Semipesado (81 kg) M       |
| Czesław Lang                                                                                    | Ciclismo en ruta   | Ruta ind. M                |
| Piotr Jablkowski Andrzej Lis Mariusz Strzalka Leszek Swornowski                                 | Esgrima            | Espada por eqs. M          |
| Jan Kowalczyk (Artemor) Marian Kozicki (Bremen) Wiesław Hartman (Norton) Janusz Bobik (Szampan) | Hípica             | Saltos por eqs.            |
| Józef Lipień                                                                                    | Lucha grecorromana | 57 kg M                    |
| Andrzej Supron                                                                                  | Lucha grecorromana | 68 kg M                    |
| Jan Dołgowicz                                                                                   | Lucha grecorromana | 82 kg M                    |
| Roman Bierła                                                                                    | Lucha grecorromana | 100 kg M                   |
| Władysław Stecyk                                                                                | Lucha libre        | 52 kg M                    |
| Małgorzata Dłużewska Czesława Kościańska                                                        | Remo               | Dos sin timonel (W2-) F    |
| Bronce                                                                                          |                    |                            |
| Lucyna Langer                                                                                   | Atletismo          | 100 m vallas F             |
| Krzysztof Kosedowski                                                                            | Boxeo              | Pluma (57 kg) M            |
| Kazimierz Adach                                                                                 | Boxeo              | Ligero (60 kg) M           |
| Kazimierz Szczerba                                                                              | Boxeo              | Wélter (67 kg) M           |
| Jerzy Rybicki                                                                                   | Boxeo              | Medio (75 kg) M            |
| Lech Koziejowski Adam Robak Marian Sypniewski Bogusław Zych                                     | Esgrima            | Florete por eqs M          |
| Barbara Wysoczańska                                                                             | Esgrima            | Florete ind. F             |
| Tadeusz Dembończyk                                                                              | Halterofilia       | 56 kg M                    |
| Marek Seweryn                                                                                   | Halterofilia       | 60 kg M                    |
| Tadeusz Rutkowski                                                                               | Halterofilia       | +110 kg M                  |
| Janusz Pawłowski                                                                                | Judo               | –65 kg M                   |
| Aleksander Cichoń                                                                               | Lucha libre        | 90 kg M                    |
| Adam Sandurski                                                                                  | Lucha libre        | +100 kg M                  |
| Agnieszka Czopek                                                                                | Natación           | 400 m estilos F            |
| Ryszard Kubiak Grzegorz Nowak Ryszard Stadniuk Grzegorz Stellak Adam Tomasiak                   | Remo               | Cuatro con timonel (M4+) M |